# Goguette des Gais Pipeaux
 (novembre 2022).
La Goguette des Gais Pipeaux était une goguette parisienne exclusivement féminine.
Les hommes y étaient admis, mais seulement en qualité de visiteurs.
Cette goguette témoigne des progrès réalisés par les femmes pour améliorer leur condition et s'affirmer culturellement et artistiquement de façon indépendante des hommes.

## Description desGais Pipeauxen 1844
L. Couailhac écrit :
Il fallait bien que la chanson reçût aussi le contre-coup de ce grand mouvement d'émancipation du sexe féminin, qui a si profondément remué dans ces derniers temps les boudoirs et les ateliers de couturières. Les besoins d'une société chantante exclusivement recrutée dans les rangs de la plus belle moitié du genre humain se faisait généralement sentir. On fonda les Gais Pipeaux. La société des Gais Pipeaux tient ses séances dans un cabaret du faubourg Saint-Martin. Les hommes y sont admis, mais simplement comme visiteurs. Le bureau est occupé par une présidente et deux vice-présidentes qui ont pour ornement distinctif un cordon bleu en sautoir ; nous leur devons cette justice qu'elles gardent leur sérieux autant que possible. Tout se passe là comme ailleurs. Un article du règlement porte qu'aucune sociétaire ne pourra demander la parole plus d'une fois. Cette mesure est fort prudente.

## Une soirée desGais Pipeauxen 1845
Marc Fournier dans un texte intitulé Soirée dans une goguette parisienne présidée par des dames décrit une soirée de la goguette des Gais Pipeaux où sont représentées quantité de goguettes et où se distinguent en vedettes une célébrité des goguettes : Madame Paméla dite la Faridondaine et la société chantante masculine les canotiers du Cormoran.
Marc Fournier n'indique pas le nom de la goguette. Cependant sur l'illustration d'Henri Emy accompagnant le texte est représentée la tribune présidentielle de la goguette avec les responsables des Gais Pipeaux aisément reconnaissables à leur cordon en sautoir.
Ce dessin est accompagné par deux quatrains de Madame Paméla dite la Faridondaine commentant cette soirée en l'honneur des dames à laquelle participent 200 goguettiers dont les délégations de nombre de goguettes :

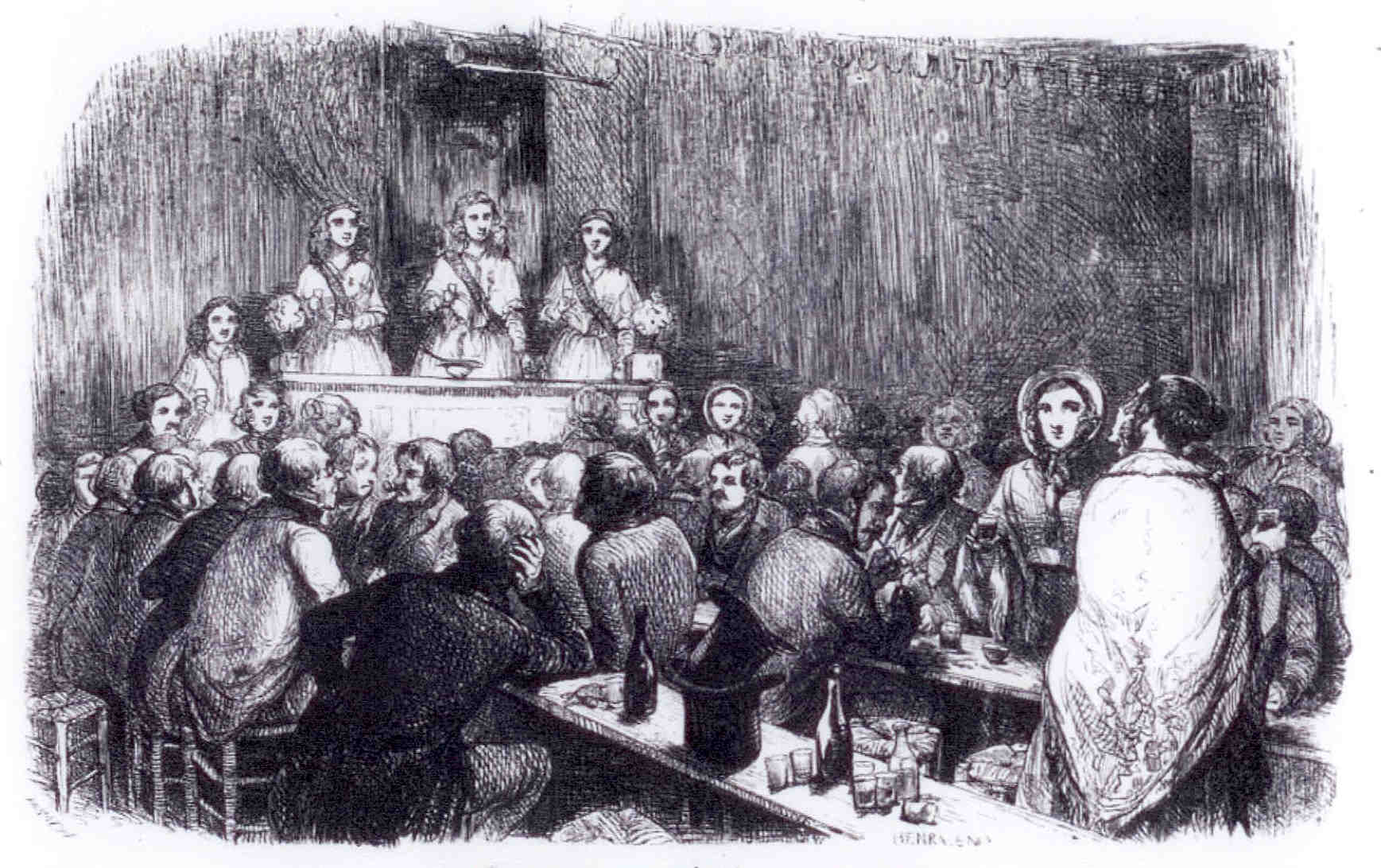
Dessin d'Henri Emy illustrant la soirée de goguette présidée par des dames.

SOIRÉE DE GOGUETTE PRÉSIDÉE PAR DES DAMES.
L'illustre Saint-Simon, le père du progrès,
Le grand Enfantin, son apôtre
Nous disent que la femme au sein de vos congrès
Doit être admise un jour ou l'autre.
Ce triomphe si beau, l'objet de nos désirs,
Plus d'un vieillard encor l'éloigne et le redoute
Mais n'est-ce pas déjà nous mettre sur la route
Que présider à vos plaisirs ?
Voyez-vous cette dame coiffée à l'enfant, avec une couronne blanche posée à la vierge ?...
À propos, il serait convenable que nous disions deux mots du lieu de la scène. C'est une salle de trente à quarante pieds de long, sur vingt de large, dont les quatre murailles sont pavoisées de drapeaux, d'écussons et de devises. Autant de devises, autant de chaleureux appels à la décence. Au fond de la salle s'élève le bureau. Ce bureau est occupé par quatre dames, un bol de vin chaud, quatre litres à douze, et un nombre de coupes à l'avenant, car, ce que j'ai peut-être oublié de vous dire, c'est que cette séance, consacré à l'honneur des dames, est présidée par la plus belle moitié du genre humain. En considération de la solennité, nombre de goguettes ont envoyé leur députation, et chacune de ces députations se distingue par un petit drapeau dont le manche est planté dans le goulot d'une bouteille, ce qui présente à la vue l'agréable aspect d'un parterre émaillé de chiffons bicolores et de pipes culottées. La salle est déjà tellement remplie, que l'on se tient debout entre les tables, vers la porte et contre les murailles. Le chef des cérémonies fait des prodiges de valeur pour se procurer des tabourets, et le pourvoyeur, dont l'importance est poussée ce jour-là aux dernières limites du possible, va, vient, rampe, se glisse comme un lézard dans l'herbe, profite du moindre passage pour insinuer un litre à douze, et de la plus légère issue pour en retirer le prix.
Mais revenons à la dame coiffée à l'enfant. Cette dame, qui n'est rien moins que la première présidente, porte une robe blanche agréablement décolletée, un cordon bleu pour écharpe, et se distingue par l'air on ne peut plus solennel de toute sa personne. Elle boit un coup, s'en verse un second, puis se lève.
Ici, le silence qui commence à s'établir est brusquement interrompu. Les deux battants de la porte du fond se sont ouverts, et l'on voit s'avancer en bon ordre un drapeau de quinze pieds de long sur douze pieds d'envergure, suivi de vingt messieurs ornés de moustaches, de chemises de couleurs et de chapeaux cirés. Le drapeau est placé diagonalement du parquet à la muraille, ce qui coupe la salle en deux triangles égaux, et les messieurs à moustaches, résolus à mourir de chaleur et d'asphyxie, se pressent bravement autour de leur pavillon. Ces héros sont les canotiers du Cormoran, joli brick non ponté de deux tonneaux et demi ; ces marins intrépides, généralement connus par leurs voyages de circumnavigation dans le bassin de Bercy, se sont particulièrement distingués par la découverte de l'île Saint-Piquetou, qu'ils abordèrent par quarante-deux degrés de latitude nord-est, entre Charenton et Choisy-le-Roi. Cette île, qui a trois mètres de tour, est excessivement fertile en sable fin de rivière. On y trouve en abondance des coquilles d'huitres, de vieux tessons de bouteilles, des chats crevés, et pas mal de trognons de choux. Les canotiers du Cormoran, non moins familiers avec l'ut de poitrine qu'avec les hasards de la Seine, forment une société chantante pour l'exhibition des barcarolles, nocturnes, chœurs, balancelles, et tout ce qui concerne leur état. On comprend dès lors que c'est en qualité de chanteurs qu'ils honorent la goguette de leur présence.
La dame est donc coiffée à l'enfant, disions-nous plus haut, avec une couronne blanche posée à la vierge. Elle est debout, la coupe en main. Une fois pour toutes, on saura que dans le vocabulaire lyrique des goguetiers, une coupe signifie un verre à boire de la forme la plus primitive, et vulgairement nommé casse-noisette. La bouteille prend également le nom de flacon, à moins que les exigences du couplet n'obligent le poète à donner une rime à treille ou à liqueur vermeille, auquel cas la bouteille rentre dans la plénitude de ses droits.
La dame élève la coupe à hauteur de l'œil, et dit :
« Mes bons amis, mes joyeuses camarades,
» Nous commencerons cette agréable séance par porter une santé à nos aimables vainqueurs. J'invite donc tout le sexe présent à vouloir bien se lever pour répondre à cette honorable santé. »
Le sexe obéit à ce galant appel. Les aimables vainqueurs demeurent assis à culotter leur pipe.
« Mes bonnes amies, continue la présidente, tâchons d'exécuter le commandement en dames expérimentées, et prouvons qu'il n'y a pas de conscrites parmi nous. Attention !... Enlevons la coupe à deux doigts de la bouche, approchons-en les lèvres, tarissons-là jusqu'à la lie... et, en la reportant à un pouce de la table, prouvons par un feu bien nourri le tendre unisson de nos cœurs par l'accord de nos verres. Un !... deux!... trois !!! »
Roulement général.
« Sacredieu ! » dit un aimable vainqueur.
Le maître des cérémonies . – Qu'est-ce qui s'est permis de dire sacredieu ?
L'aimable vainqueur. – C'est moi.
Le maître des cérémonies. – Alors je vous rappellerai... à la pudeur.
L'aimable vainqueur. – Plus souvent ! J'ai dit sacredieu, parce que le mouvement de nos dames a été un peu ficelé dans le premier genre, et que ça flatte un homme, vu le motif de la chose.
Le madrigal étant généralement saisi, les aimables vainqueurs applaudissent à tout rompre, et la présidente croit devoir accorder un sourire à l'interrupteur. Le maître des cérémonies, battu pour cette fois, retourne à ses tabourets. Cependant la présidente, avant de reprendre le fil de son discours, pense qu'il est de sa dignité de relever cet incident par une courte exhortation :
« J'aurai l'honneur de vous dire, mes bons camarades, continue-t-elle, que nous ne sommes pas du tout ici pour nous amuser. »
Un aimable vainqueur. – Oh ! oh !
Le maître des cérémonies (qui veut prendre sa revanche). – Silence, les chevaux d'Apollon !
Un cheval d'Apollon (indigné). – Ce n'est pas un cheval d'Apollon qui a causé, c'est un animal.
L'animal coupable. – C'est vrai que j'ai dit oh ! mais je maintiens mon oh !
Un ami de la gaieté française. – Alors motus, et bois sans oh !
Le maître des cérémonies, les chevaux, les animaux, les dames et les demoiselles, tout le monde part d'un éclat de rire qui fait trembler le plafond, après quoi la présidente continue en ces termes :
« Quand je dis que nous ne sommes pas ici pour nous amuser, je m'entends. On ne doit pas s'amuser à empêcher les autres de s'amuser, parce qu'alors il n'y aurait plus d'amusement, voilà. Pour lors, il s'agit de chanter. Mais à propos, vous n'êtes pas sans ignorer, mes bons camarades, que les statuts obligeant les dames du bureau à répéter les refrains, si ces refrains... étaient, sauf votre respect, indélicats et... trop légers, vous comprenez, mes bons camarades, que... suffit, nous sommes des dames, et vous êtes tous Français. (Vifs applaudissements.) Enfin, mes bons camarades, vous savez que les chansons qui attaqueraient la pré-ro-ga-ti-ve roy... (Ici, les conversations particulières couvrent la voix de l'oratrice.) La parole est à notre maîtresse des chants, pour la donner à qui de droit. »
La maîtresse des chants, petite brune au regard batailleur, s'éclaircit la voix d'un verre de vin chaud, et fait claquer ses lèvres d'un air formidablement exercé ».
« Mes amis, dit-elle, la parole est en premier à madame Paméla, et en second à nos braves compagnons du Cormoran. »
Au nom de madame Paméla, on dirait que les deux cents poitrines de cette assemblée ont cessé de respirer. Tous les regards sont fixés vers le fond de la salle, et, d'une table à l'autre, on se montre un groupe privilégié où parait se dérober encore l'objet de cet empressement. Qu'est-ce donc que madame Paméla ? Nous allons le savoir.
La voilà ! Elle est debout, la tête légèrement inclinée, l'œil pétillant d'une gaieté sympathique. Madame Paméla peut avoir vingt ans. Elle est petite, faite au tour, fine, souple et déliée. C'est une blonde aux yeux noirs. Elle a sur les épaules une mantille noire, mise de façon à ne rien voiler des lignes serpentines d'un cou charmant, sorte de coquetterie que la lorette affectionne et qui lui sied à ravir. Est-ce que madame Paméla est une lorette ?
Madame Paméla est une Muse, monsieur, une Muse fort jolie, fort spirituelle, fort gracieuse et fort tendre, quatre particularités fort rares chez une Muse, excepté la dernière. Madame Paméla fait des chansons, les met en musique et les chante. Elle a une voix nette, cambrée, sonore, une de ces voix qui ont plus d'esprit que d'âme, mais qui ont de la verve, de l'allure et du montant. Madame Paméla, monsieur, telle que vous la voyez ainsi campée sur ses hanches, bien en point, l'air moqueur et satisfait, est la goguette incarnée. Madame Paméla a un nom de guerre parmi les gais buveurs ; ils l'appellent la Faridondaine. Quand elle se prend, la divine folle, à débiter ses couplets, c'est un délire, c'est une fièvre parmi les auditeurs. On l'accompagne de la voix, du geste, du choc des verres et des battements de mains. On s'agite, on trépigne, on boit, on se grise, on devient fou. Je ne sais quel souffle passe sur les fronts et fait tournoyer les têtes. Je ne sais quel dieu tous ces buveurs subissent, mais c'est un branle entraînant qui étourdit, qui enlève, et qui arracherait un rire à Tisiphon elle-même, et, qui plus est, un rire de belle humeur !
Et qu'ose-t-on dire aujourd'hui ? Que nous devenons tristes, que nous pensons, que nous spéculons, que nous bâillons ? Qui dit cela ? Des journaux sérieusement lourds et gravement ennuyeux, des buveurs d'eau. Laissons-les divaguer, ce sont des pleutres atrabilaires, qui ne savent pas que sous le soleil de France, tant qu'il y aura des vignes et de jolies femmes, le roi d'Yvetot sera un grand roi, et la mère la Joie une grande reine.
Cela convenu, lecteur, je vais écouter la Faridondaine, et rire à la barbe de... Mazarin...
Madame Paméla, ou autrement dit la Faridondaine, étant une créature aussi désordonnée que fantasque, ce serait peut-être nous exposer plus tard à des embarras que de promettre sa collaboration régulière à nos lecteurs. Cependant M. Marc Fournier a bien voulu s'engager à nous servir d'intermédiaire pour obtenir de cette Muse capricieuse quelques feuillets épars qui forment, à ce qu'on croit, une partie assez intéressante des mémoires de Faridondaine. Si cette bonne fortune nous échoit, et que nous puissions en outre nous procurer, par tradition orale (Faridondaine n'écrit jamais ses vers), quelques-unes de ses chansons devenues si populaires dans les goguettes, et qui ont fait la célébrité de madame Paméla, nous nous tiendrons pour infiniment heureux de mettre le lecteur de moitié dans ces trésors. Quoi qu'il en soit, néanmoins, nous pouvons annoncer, dès aujourd'hui, que nous publierons le portrait de la Faridondaine dans une de nos prochaines livraisons. – NOTE DE L'ÉDITEUR.